# 维塔利·普里马科夫
维塔利·马尔科维奇·普里马科夫（俄语：Виталий Маркович Примаков，1897年12月30日—1937年6月12日）苏联军事领导人，外交官，红色哥萨克部队指挥官。生于俄罗斯帝国切尔尼戈夫省谢苗诺夫卡，1914年加入布尔什维克党。1917年二月革命时获释，8月加入俄军，曾负责指挥部队攻打冬宫。后领导红军在加特契纳与克拉斯诺夫作战。1918年2月建立红色哥萨克部队，参与镇压巴斯玛奇运动的战斗。1925年被派往中国，在张家口担任冯玉祥国民军的军事顾问，任张家口组副总顾问，维托夫特·普特纳任总顾问。1927年担任驻阿富汗武官，1929年率兵干预阿富汗内战。1937年6月11日，因图哈切夫斯基案件被判处死刑并遭处决。1957年得到平反。